# Eleições municipais na cidade do Rio de Janeiro em 1985
As eleições municipais na cidade do Rio de Janeiro em 1985 ocorreram em 15 de novembro, como parte das eleições em 201 municípios nos 23 estados brasileiros e nos territórios federais do Amapá e Roraima. Foi a primeira eleição da Nova República e a primeira vez na história onde os cariocas escolheram seu alcaide pelo voto direto.
Fundada por Estácio de Sá em 1º de março de 1565, a cidade do Rio de Janeiro tornou-se capital do Brasil Colônia em 1763 e do Brasil Independente a partir de 1822, separando-se do estado homônimo por força do Ato Adicional promulgado pelo Governo Regencial em 12 de agosto de 1834, surgindo ali o Município Neutro da Corte, unidade federativa convertida em Distrito Federal após a Proclamação da República em 15 de novembro de 1889. Os cariocas eram administrados por prefeitos nomeados ad nutum, situação vigente até a mudança da capital para Brasília em 21 de abril de 1960 e a criação do estado da Guanabara. Os governadores do novo estado eram eleitos por voto popular e depois por via indireta nos termos do Ato Institucional Número Três, e com a fusão entre a Guanabara e o estado do Rio de Janeiro em 15 de março de 1975, a lei restaurou o cargo de prefeito da cidade do Rio de Janeiro, cujo titular seria eleito diretamente a partir de 1985.
Natural do Rio de Janeiro, o engenheiro civil Saturnino Braga formou-se em 1954 pela Universidade Federal do Rio de Janeiro. Pós-graduado no Instituto Superior de Estudos Brasileiros (ISEB) e também na Comissão Econômica para a América Latina e o Caribe (CEPAL), trabalhou na Companhia Nacional de Álcalis em Cabo Frio antes de comandar o Departamento de Planejamento do Banco Nacional de Desenvolvimento Econômico e Social (BNDES). Professor da Universidade Federal Fluminense, elegeu-se deputado federal via PSB em 1962. A renúncia de Afonso Celso Ribeiro de Castro resultou na candidatura de Saturnino Braga, eleito senador pelo MDB do Rio de Janeiro em 1974. Adversário de Chagas Freitas, deixou PMDB quando este ingressou no partido após a incorporação do extinto PP. Reeleito senador pelo PDT em 1982, renunciou ao mandato parlamentar após eleger-se prefeito do Rio de Janeiro em 1985, ingressando no PSB dois anos depois.
Para vice-prefeito, o vitorioso foi Jó Antônio Rezende, outrora presidente da Federação das Associações de Moradores do Estado do Rio de Janeiro (FAMERJ). Durante seu mandato, assumiu a secretaria municipal de Governo e acompanhou  Saturnino Braga na troca do PDT pelo PSB.

## Resultado da eleição para prefeito
Foram apurados 2.478.323 votos nominais (91,82%), 59.711 votos em branco (2,21%) e 161.134 votos nulos (5,97%), resultando no comparecimento de 2.699.168 eleitores.
| Candidatos a prefeito do Rio de Janeiro | Candidatos a vice-prefeito | Número | Coligação                             | Votação    | Percentual    |
| --------------------------------------- | -------------------------- | ------ | ------------------------------------- | ---------- | ------------- |
| Saturnino Braga PDT                     | Jó Rezende PDT             | 12     | PDT (sem coligação)                   | 1.059.614  | 42,76%        |
| Rubem Medina PFL                        | Sebastião Nery PS          | 25     | Aliança Democrática Popular (PFL, PS) | 462.486    | 18,66%        |
| Jorge Leite PMDB                        | Aloysio Teixeira PMDB      | 15     | PMDB (sem coligação)                  | 231.208    | 9,33%         |
| Marcelo Cerqueira PSB                   | João Saldanha PCB          | 40     | PSB, PCB, PCdoB                       | 188.088    | 7,59%         |
| Álvaro Valle PL                         | Herculano Leal PL          | 22     | PL (sem coligação)                    | 182.219    | 7,35%         |
| Aarão Steinbruch PASART                 | Armando Cabral PASART      | 30     | PASART (sem coligação)                | 162.351    | 6,55%         |
| Fernando Carvalho PTB                   | Francisco Horta PTB        | 14     | PTB (sem coligação)                   | 47.063     | 1,90%         |
| Carlos Imperial PTN                     | Sidney Domingues PTN       | 21     | PTN (sem coligação)                   | 31.552     | 1,27%         |
| Wilson Farias PT                        | Miriam Cardoso PT          | 13     | PT (sem coligação)                    | 26.432     | 1,07%         |
| Heitor Furtado PDS                      | Fleming Furtado PDS        | 11     | PDS (sem coligação)                   | 21.428     | 0,86%         |
| Lincoln Sobral PH                       | Marco Antônio Fonseca PH   | 19     | PH (sem coligação)                    | 17.567     | 0,71%         |
| Ester de Almeida PND                    | Carlos Cavalcante PND      | 37     | PND (sem coligação)                   | 12.311     | 0,50%         |
| Sérgio Bernardes PMN                    | Pedro Paulo Carvalho PMN   | 33     | PMN (sem coligação)                   | 9.790      | 0,40%         |
| Wilson Leite Passos PN                  | Manoel José da Cunha PN    | 27     | PN (sem coligação)                    | 6.997      | 0,28%         |
| Antônio Pedreira PPB                    | Adson Moura PPB            | 16     | PPB (sem coligação)                   | 4.785      | 0,19%         |
| José Paulo Abreu Monteiro PNR           | Antônio Lemos PNR          | 32     | PNR (sem coligação)                   | 4.512      | 0,18%         |
| Daniel Tourinho PJ                      | Rui Nascimento PJ          | 36     | PJ (sem coligação)                    | 3.879      | 0,16%         |
| Iremir Dias Pereira PRT                 | Luiz Barbieri PRT          | 35     | PRT (sem coligação)                   | 3.677      | 0,15%         |
| Francisco Paiva Ribeiro PRP             | Paula Frassinetti PRP      | 38     | PRP (sem coligação)                   | 2.364      | 0,09%         |
| Clemir Ramos PDC                        | Leci Brandão PDC           | 17     | PDC (sem coligação)                   | [ nota 3 ] | [ 15 ] [ 16 ] |
| Fontes:                                 |                            |        |                                       |            |               |